# Sproeilamineren
Sproeilamineren of mechanisch vezelspuiten (Engels: spray lay-up of spray up roving) is een vormgeefproces waar in een open vorm een deel wordt gelamineerd. Het proces wordt vaak gebruikt om polyester vormdelen te vervaardigen.
Bij het sproeilamineren wordt, in tegenstelling tot het handlamineerproces, met een sproeipistool (Engels: chopper/spray gun) het weefsel tezamen met de hars opgebracht. Het weefsel wordt bij het erop sproeien in stukjes van 20 tot 60 mm gehakt.

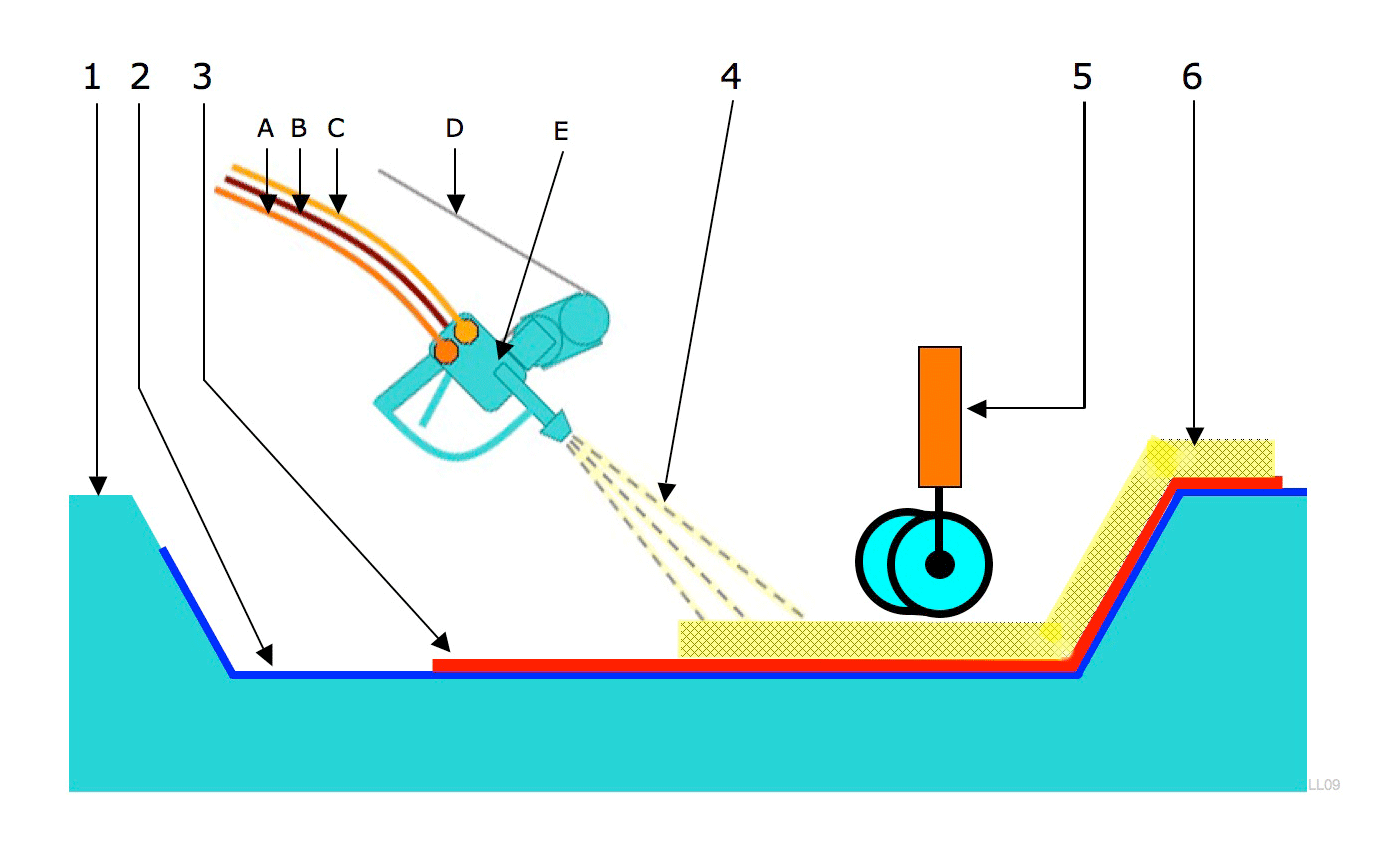
Sproeilamineren. 1 Mal. 2 Losmiddel. 3 Gelcoat. 4 Sproeien glas + hars. 5 Rollen (lucht verwijderen en bevochtigen vezels). 6 Afkorten zijkanten.

## Proces
In een open mal (1) wordt een losmiddel (2) aangebracht. Het aanbrengen van het losmiddel gebeurt meestal met een verfspuit. Nadat het losmiddel is uitgehard wordt de gelcoat (3) opgebracht. De gelcoat is in het laminaat de laag die in het eindproduct zichtbaar is. De gelcoat geeft daarom het uiteindelijke product haar kleur en uitstraling. Vervolgens wordt met een sproeipistool (E) zowel de vezels als de hars op de vorm gesproeid (4) (erop gespoten). Aan het sproeipistool zitten toevoerslangen voor  de hars (A) en (B), de luchtdruk (C) en de vezels (D). In het pistool worden de vezels in stukjes gehakt en tezamen met de gemengde hars (A+B) op de mal geblazen. In enkele gevallen wordt na het opbrengen van de vezels en het hars lokaal, indien dit voor de sterkte noodzakelijk is, een weefselmat toegevoegd. Met een roller (5) wordt de lucht uit de weefseldoek matten gedrukt. Hierdoor vindt er ook een goede bevochtiging van de vezels plaats. Na het uitreageren van de hars wordt het laminaat uit de mal genomen. De zijkanten van het laminaat worden op de gewenste lengte afgekort (6). Indien nodig worden er nog gaten in het laminaat geboord. Vaak worden vooraf in de mal "inserts" toegevoegd.
Het eindproduct heeft slechts aan een kant een glad (mooi) uiterlijk. De ander kant van het product is ruw. Hier is de weefselmat-structuur zichtbaar.

## Toegepaste materialen
HarsIn principe kunnen alle soorten harsen worden toegepast. De meest voorkomende harsen zijn: epoxy, polyester, vinylester en phenolic .
WeefselsIn principe kunnen alle soorten weefsels worden toegepast. Belangrijk, voor de sterkte van het laminaat, is de bevochtigen van de vezels door het hars. Het meest worden glasvezels toegepast.

## Voordelen
Doordat het opbrengen van de vezels efficiënt gebeurt is deze methode aanzienlijk sneller dan het handlamineerproces.

## Nadelen
Doordat de vezels een beperkte lengte hebben (ongeveer 25 mm) is de sterkte van het laminaat beperkt.
Omdat het sproeilamineren een openmal techniek is komen er schadelijke stoffen ("vrij" styreen) vrij. Het proces is daarom onderhevig aan strenge milieuwetgeving. De trend is dat een verschuiving naar het gesloten mal principe (RTM) plaatsvindt.

## Toepassingen
Het sproeilamineren wordt veelal toegepast bij grote producten voor de wat grotere series (vrachtauto's en campers delen, badkuipen, bootcasco's, meubels en opslagtanks).